# لاهولم
شهر لاهولم (به سوئدی: Laholm) در بخش لاهولم در کشور سوئد واقع شده‌است. جمعیت این شهر ۱۴۱۶٫۱۲ نفر است.

## نگارخانه

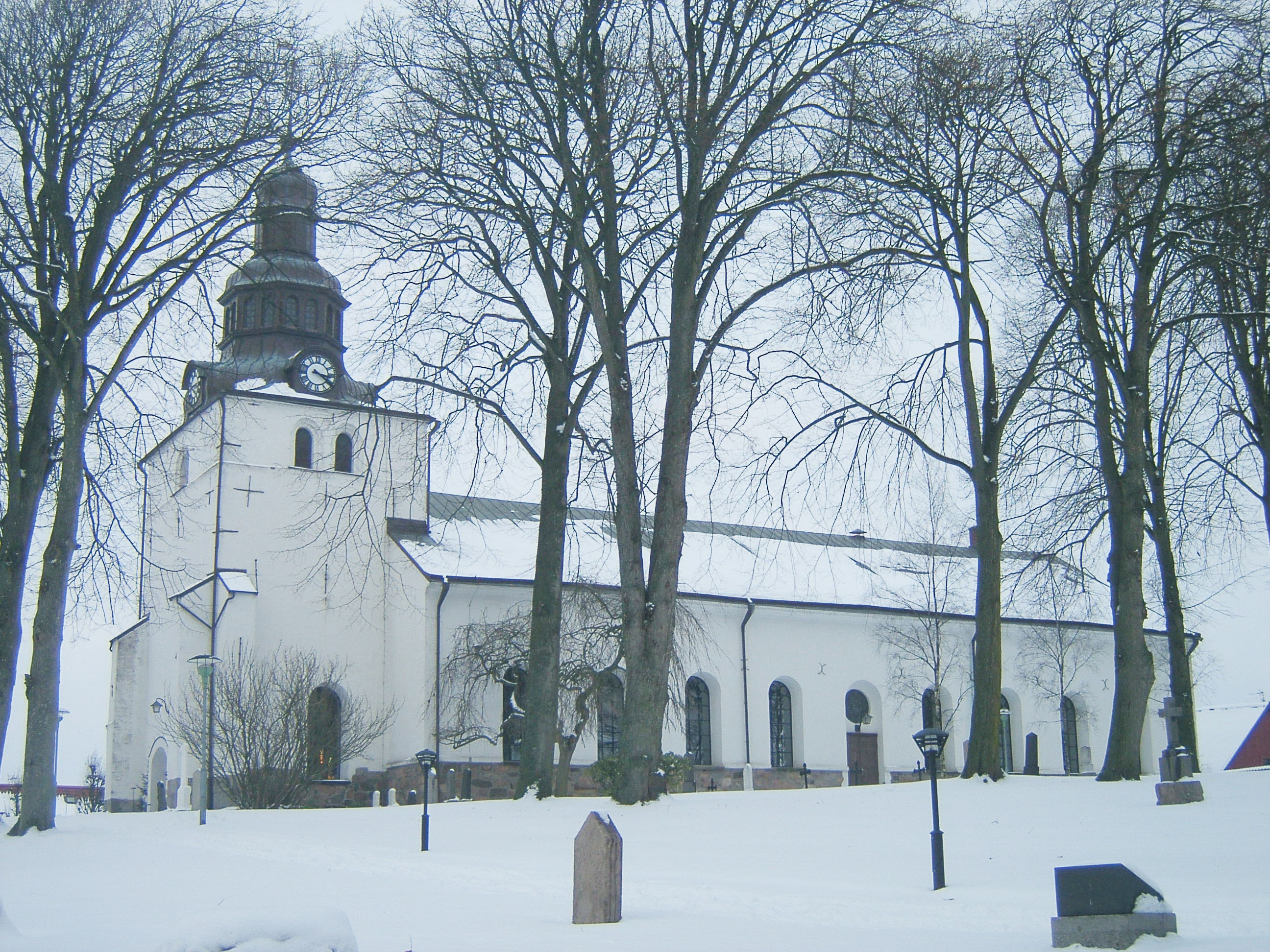
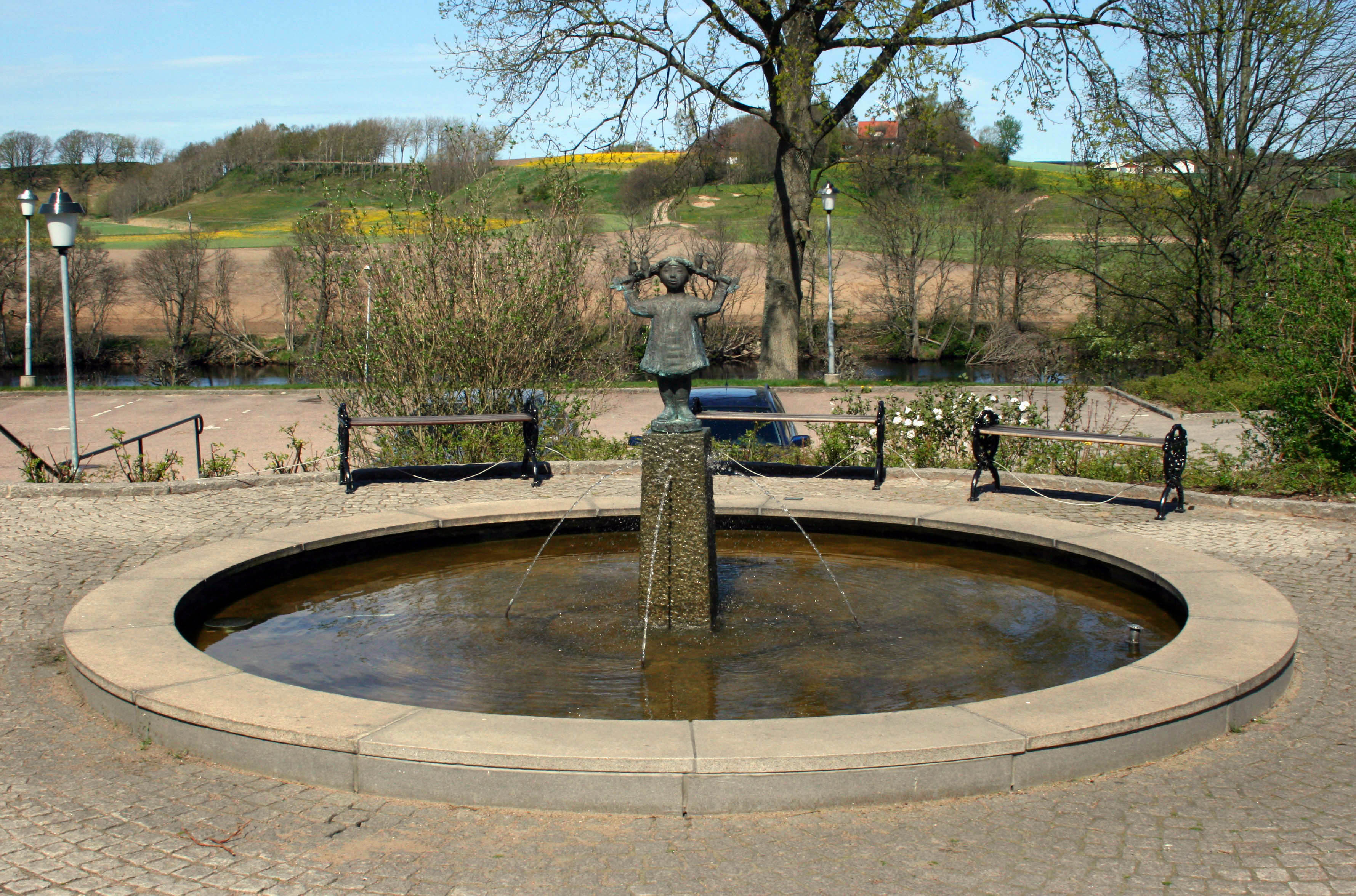
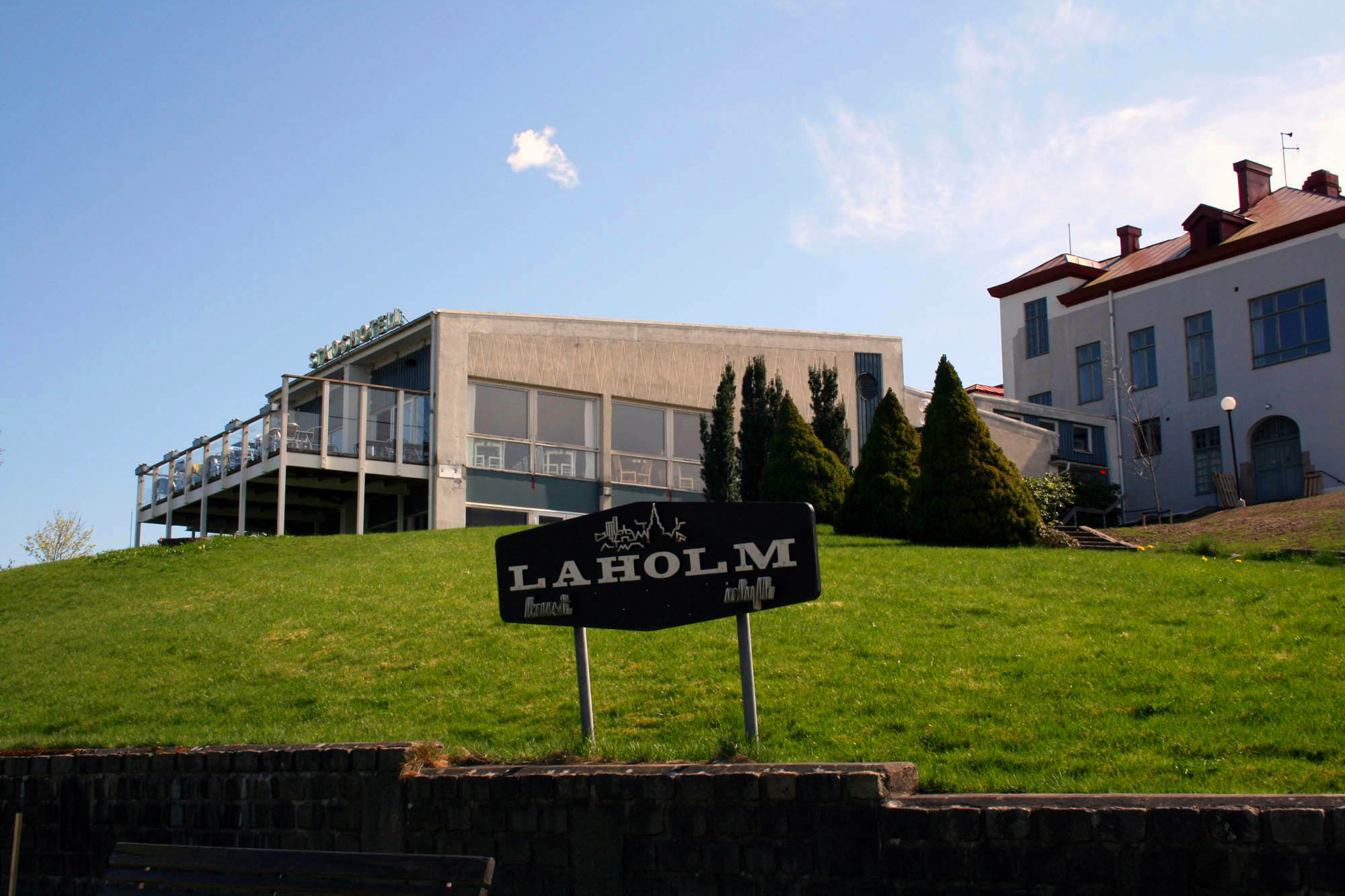
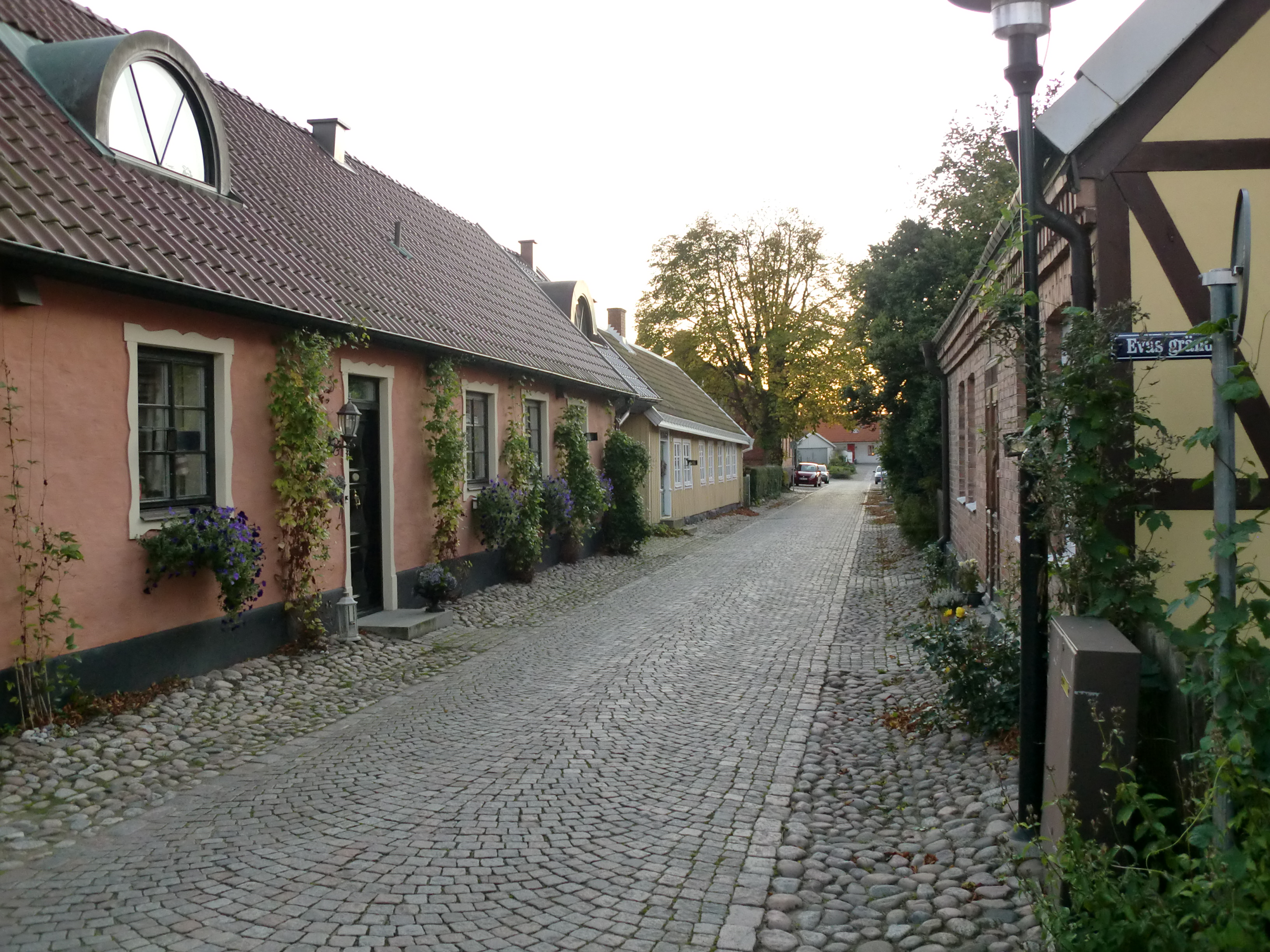
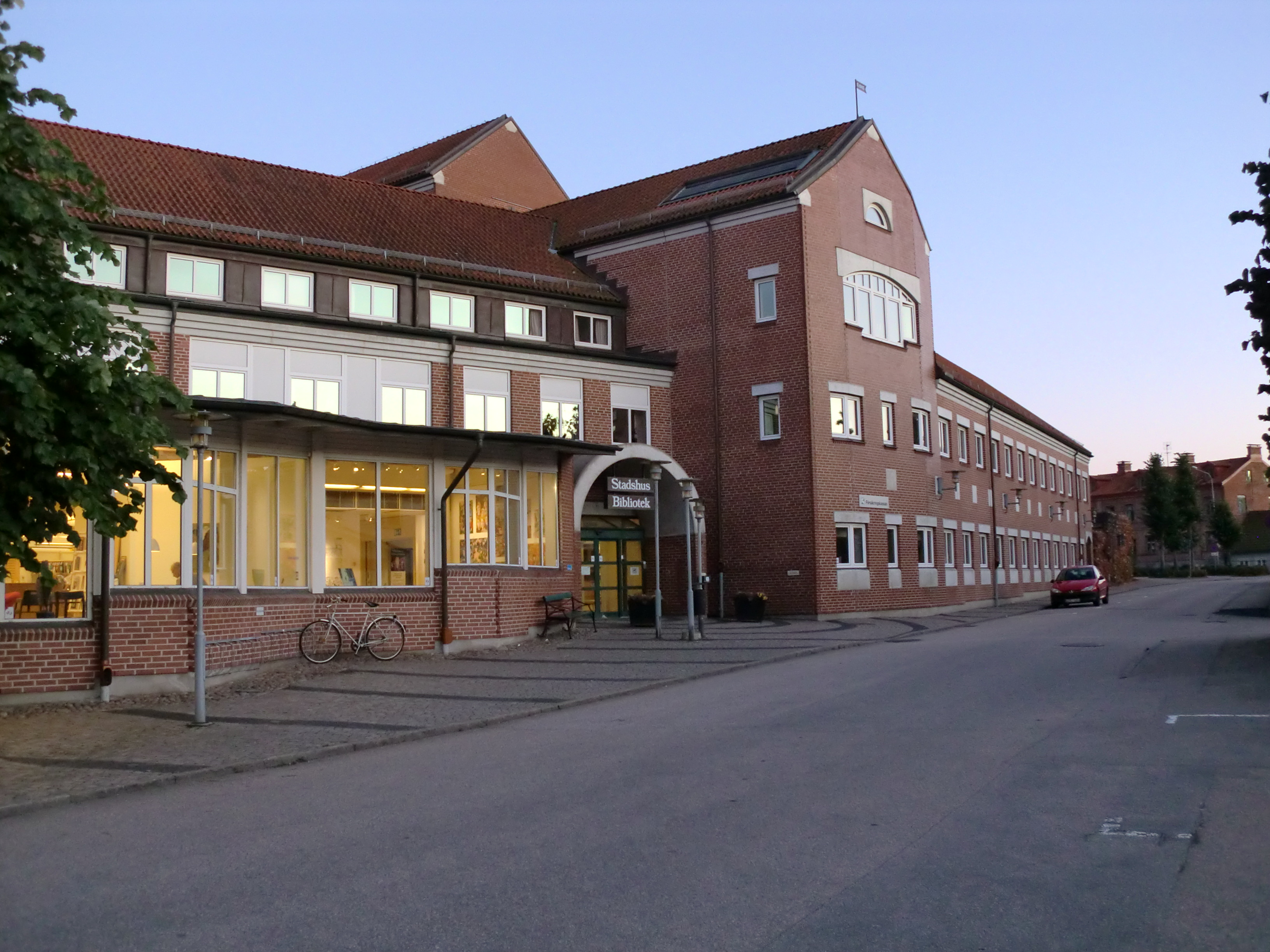
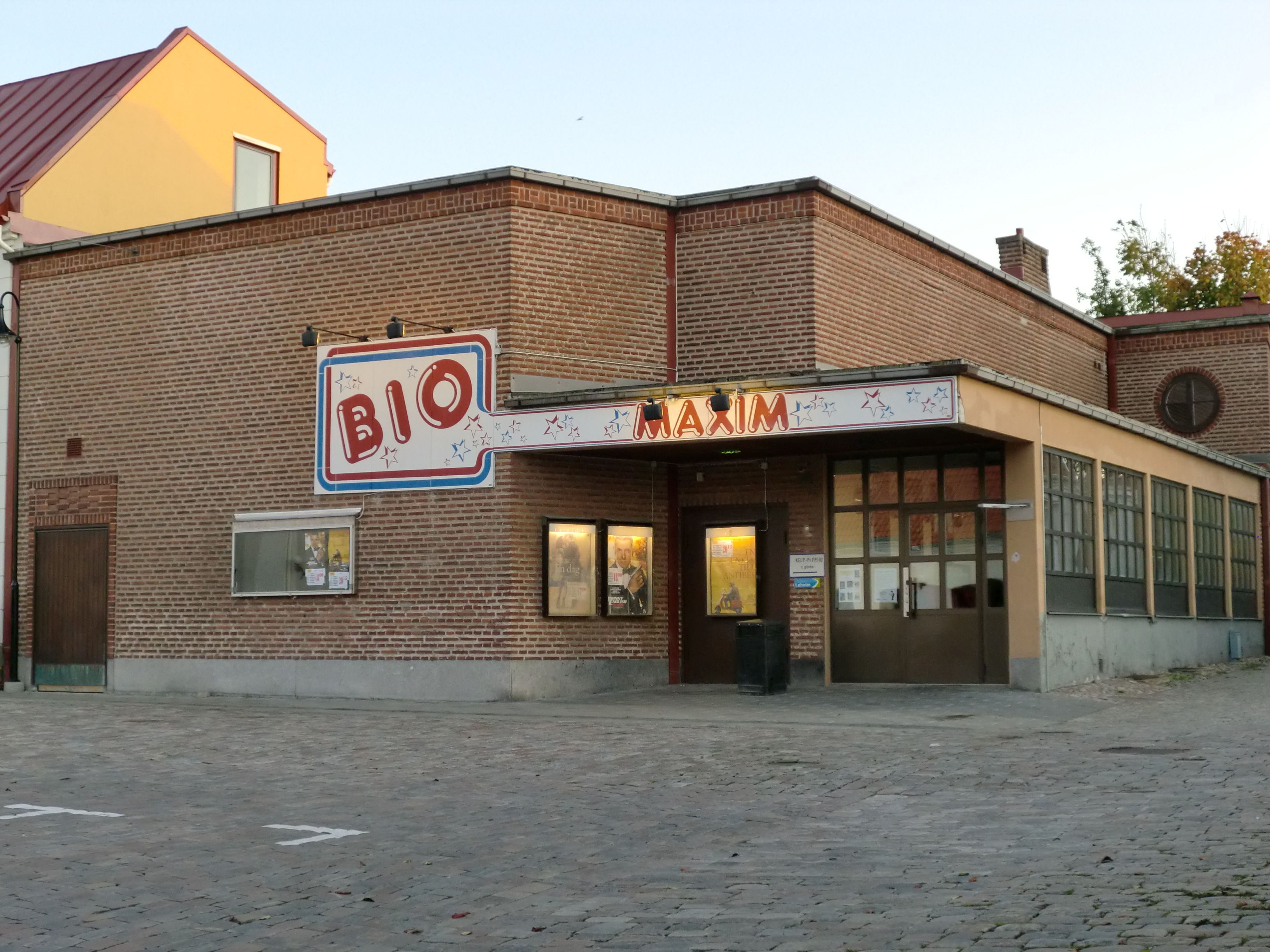
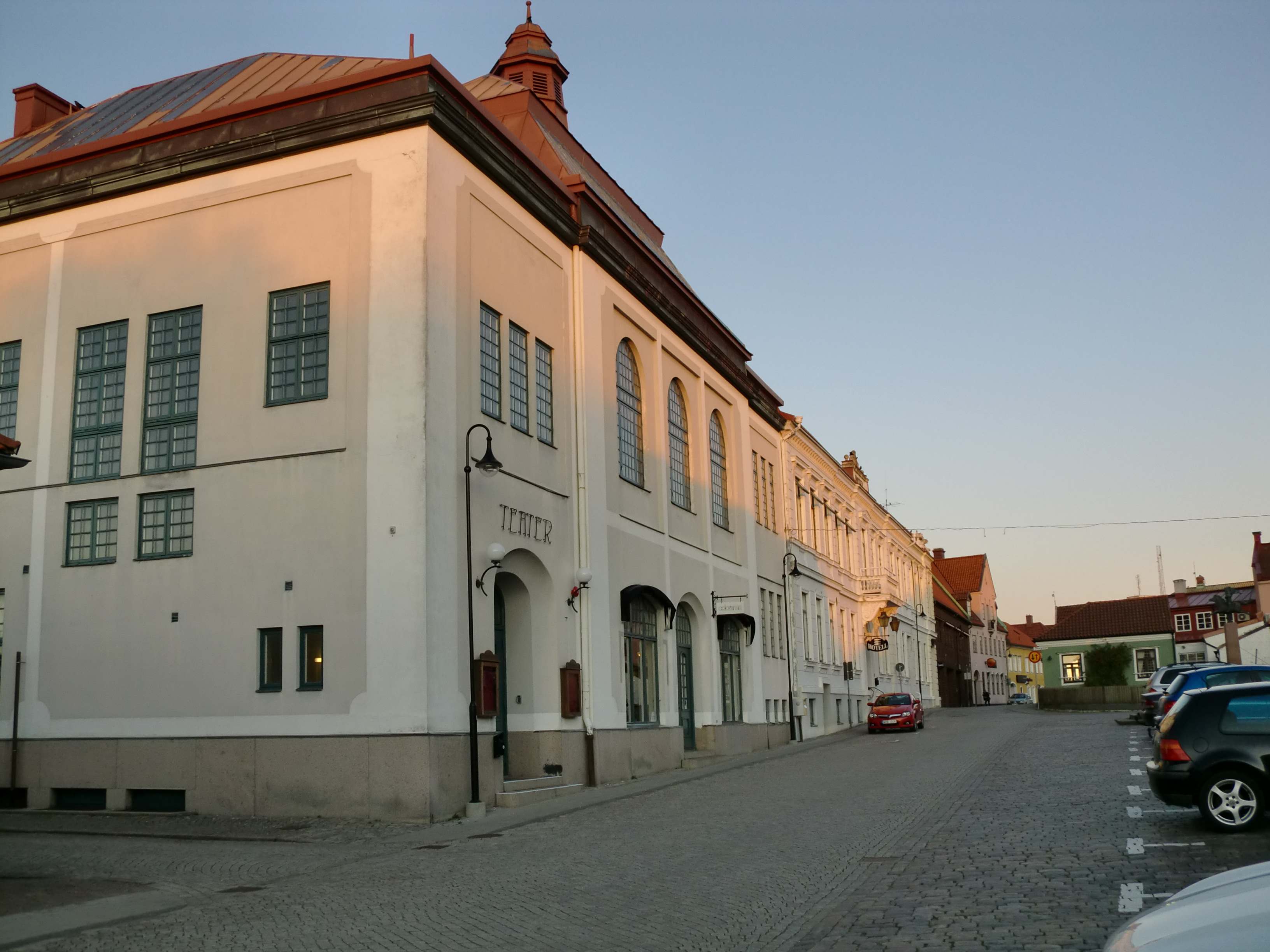